# Otto Sager
Otto Friedrich Wilhelm Sager (* 19. September 1870 in Stettin; † 4. April 1937 in Berlin-Wilmersdorf) war ein deutscher Maler, Lithograph und Radierer.

## Leben
Otto Sager war ein Sohn des preußischen Sergeanten am Stettiner Artillerie-Depot Gustav Friedrich Wilhelm Sager und dessen Frau Marie Luise, geb. Berg. Sager war seit Ende der 1890er Jahre in den Berliner Adressbüchern unter wechselnden Anschriften als Kunstmaler, Lithograph und Radierer verzeichnet. Er war Mitinhaber der Graphischen Werkstätten Berlin. Während des Ersten Weltkrieges war er 1916 in der Feldflieger-Abteilung 45 in der Ukraine stationiert. Während dieser Zeit entstanden einige Radierungen, für die er „kaiserliche Anerkennung für Radierungen aus dem Felde“ bekam. „Der Kaiser hat jetzt dem Berliner Radierer Otto Sager – sein Bild mit seiner Unterschrift – mit bestem Dank für die schönen Radierungen – verliehen, die Sager, der zurzeit als Fliegerunteroffizier im Osten steht, dort geschaffen hat.“ Zudem war er an der Unterrichtsanstalt des Berliner Kunstgewerbe-Museums als Dozent tätig.
Er war Mitglied im Reichsverband Bildender Künstler Deutschlands.
Otto Sager ist mit seinen Werken vertreten in den Sammlungen des Kupferstichkabinetts der Staatlichen Museen zu Berlin, der Hamburger Kunsthalle und im Museum Folkwang.

## Werke (Auswahl)

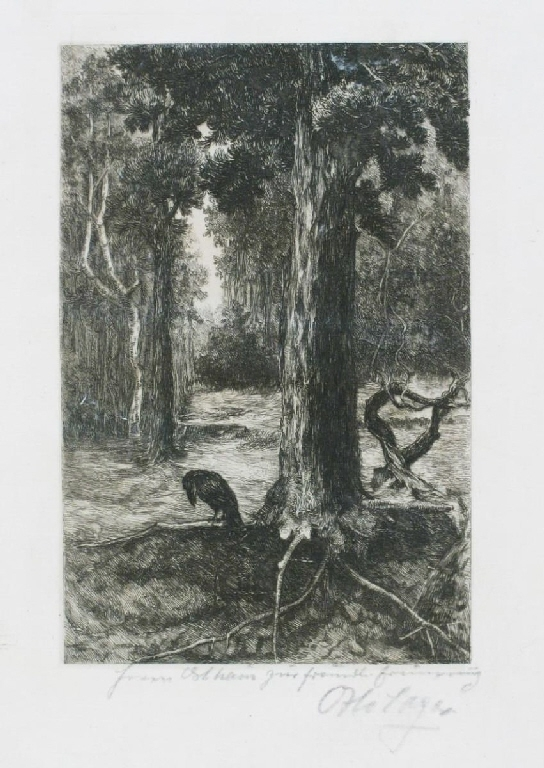
Radierung Waldinneres

- Rostock – Neuer Markt mit Marienkirche. Radierung, 18 × 14 cm (Ansicht), 42 × 36 cm (Blatt)
- Rostock – Mühlengraben und St. Nicolai-Kirche. Radierung, ca. 1900, 17,8 cm × 12,8 cm (Ansicht), 50 × 60 cm (Blatt)[7]
- Leipzig – Augustusplatz von Osten. Radierung, 1909[8]
- Rostock – Wallanlagen mit Kröpelinertor und Klosterkirche. Kupferstich, ca. 1914, 13 × 17,7 cm (Ansicht), 28 × 30,4 cm (Blatt)[7]
- An der Olschanka. Radierung, 1916, ca. 9,5 × 13,7 cm[9][5]
- Steilküste an der Ostsee. Radierung, ca. 1933[10]
- Abend am See. Öl auf Leinwand, auf Sperrholzplatte doubliert, ca. 30 × 34 cm[11]
- Geheimrat [Hans Heinrich] Reclam. Radierung, vor 1920[12]
- Waldinneres. Radierung, 14 × 9,2 cm (Blatt), Museum Folkwang[13]

Illustrator
- Dietrich Eckart: Henrik Ibsens Peer Gynt. In freier Übertragung für die Bühne. 2. Aufl., Hoheneichen Verlag, München 1917.
(In freier Übertragung für die deutsche Bühne eingerichtet, mit Vorwort und Richtlinien von Dietrich Eckart nebst 9 Szenenbildern nach Original-Radierungen von Otto Sager.)